# Drücke-Mühlenbach
Der Drücke-Mühlenbach (auch Drückemühlenbach oder Mühlenbach) ist ein rechter Zufluss der Hunte im Nordosten Nordrhein-Westfalens und im Süden Niedersachsens.
Der Bach entspringt im Naturschutzgebiet Gehle am Nordwesthang des Nonnensteins im Wiehengebirge. Er fließt in grob südwestlicher Richtung zunächst Richtung Eggetal, fließt dann aber nicht Richtung Mühlenbach und damit der Großen Aue zu, sondern durch einen Pass zwischen Großem Kellenberg und Nonnenstein Richtung Süden und mündet südlich des Wiehengebirges nah beim Sägewerk an der Huntemühle in die Hunte. Auf seinem Weg speist er den Grünen See. Nördlich des Sees fällt der Bach in einer rund 4 Meter hohen Kaskade über die Kante eines ehemaligen Steinbruchs.